# Campaner collnú
El campaner collnú (Procnias nudicollis) és una espècie d'ocell passeriforme de la família de les cotíngids pròpia del Paraguai, Argentina, Brasil, i el Perú. El seu hàbitat són selves subtropicals a tropicals humides baixes. Està amenaçada per la destrucció de l'hàbitat i per l'excés de caça.